# Himalopsyche martynovi
Himalopsyche martynovi är en nattsländeart som beskrevs av Banks 1940. Himalopsyche martynovi ingår i släktet Himalopsyche och familjen rovnattsländor. Inga underarter finns listade i Catalogue of Life.